# У тилу ворога (фільм, 2001)
«У тилу ворога» (англ. Behind Enemy Lines) — бойовик режисера Джон Мур. Заснований на реальній історії льотчика ВПС США Скотта О'Ґрейді, збитого під час Боснійської війни 1995 року.

## Сюжет
Молодий лейтенант ВМС США Кріс Бернетт, один із штурманів військово-морської авіації, бажає піти у відставку, на цьому ґрунті в нього виникає конфлікт із командиром авіаносної групи адміралом Леслі Рейгартом. Розгніваний Рейгарт відправляє екіпаж Бернетта під час Різдва у розвідувальний політ на винищувачі F/A-18F Super Hornet.
Під час польоту, помітивши на екрані радара активність, Бернетт самовільно вирішує відхилитися від передбаченого маршруту, щоб провести аерофотознімання підозрілого місця. Літак летить углиб «демілітаризованої території», польоти над якою заборонені за мирним договором. Бернетт фотографує військовий табір із сербськими солдатами генерала Мирослава Локара.
За наказом Локара американський літак збивають двома ракетами. Штурман опиняється в тилу ворога, стаючи свідком загибелі свого товариша і наштовхується на могильник, наповнений тілами загиблих мирних жителів. Його слідом йде сербський мисливець-снайпер Сашко.
Адмірал Рейгарт, жертвуючи кар'єрою, організовує рятувальну операцію, щоб повернути свого учня. Він знає, що Бернетт повернеться на місце свого приземлення, але туди ж прямує мисливець і загін Локара. На озері Сашко потрапляє у пастку Бернетта. У рукопашній сутичці Бернетт вбиває Сашка фальшфеєром. Американські вертольоти знищують війська Локара і рятують штурмана. Перш ніж залишити місце дії, Бернетт із ризиком для життя рятує жорсткий диск із записом військових злочинів сербської армії.

## У ролях
| Актор                | Роль                             |
| -------------------- | -------------------------------- |
| Оуен Вілсон          | штурман лейтенант Кріс Бернетт   |
| Джин Гекмен          | адмірал Леслі Рейгарт            |
| Гебріел Махт         | пілот лейтенант Джеремі Стакгауз |
| Чарльз Малік Вітфілд | капітан морської піхоти Родвей   |
| Девід Кіт            | майстер-сержант Том О'Меллі      |
| Олек Крупа           | сербський генерал Мирослав Локар |
| Жоакім ді Алмейда    | адмірал Хуан Мігель Піке         |
| Володимир Машков     | сербський мисливець-снайпер Саша |
| Марко Ігонда         | сербський полковник Віктор Базда |
| Еял Поделл           | сержант Кеннеді                  |
| Джефф Пірсон         | адмірал Донеллі                  |
| Сем Джагер           | оператор «Червоної Корони» № 1   |
| Шейн Джонсон         | оператор «Червоної Корони» № 2   |

## Зв'язок із реальними подіями
Фільм частково заснований на епізоді з біографії американського льотчика — капітана Скотта О'Ґрейді, збитого біля Мрконіч-Града 2 червня 1995 року. О'Ґрейді перебував на території Боснії протягом шести днів, використовуючи навички виживання, поки його врятували морські піхотинці. На відміну від кіногероя Вілсона, О'Ґрейді до населених пунктів не заходив і з місцевим населенням не контактував. У серпні 2002 року О'Ґрейді подав до суду на кінокомпанію, звинувативши її в нелегальному використанні історії з його життя, а також дифамації персонажа, прототипом якого послужив сам О'Ґрейді. На початку 2004 року справу вирішено за мировою угодою без судового розгляду.

## Критика
На агрегаторі рецензій Rotten Tomatoes рейтинг схвалення складає 37 % на основі 131 рецензії зі середньозваженою оцінкою 4,8 з 10. Консенсус сайту свідчить, що сюжет фільму «скоріше патріотичний, ніж заслуговує на довіру, а навантаження яскравими візуальними трюками роблять послідовність дій схожою на відеогру». На Metacritic середній бал становить 49 зі 100 на основі 29 відгуків критиків, що вказує на «змішані або середні відгуки». Роджер Еберт дав фільму 1,5 зірки із 4, порівнявши його з комедією. На його думку «герой настільки безрозсудний, а лиходії настільки некомпетентні, що це сутичка між людиною, яка благає, щоб її застрелили, і ворогом, який не може влучити в стіну боснійської комори».